# Axonopus sulcatus
Axonopus sulcatus är en gräsart som beskrevs av George Alexander Black. Axonopus sulcatus ingår i släktet Axonopus och familjen gräs. Inga underarter finns listade i Catalogue of Life.